# IC 2954
IC 2954 је појединачна звијезда у сазвјежђу Лав која се налази на листи објеката дубоког неба у Индекс каталогу.
Деклинација објекта је + 26° 47' 12" а ректасцензија 11h 45m 3,2s.